# Melicope ridsdalei
Melicope ridsdalei är en vinruteväxtart som beskrevs av Thomas Gordon Hartley. Melicope ridsdalei ingår i släktet Melicope och familjen vinruteväxter. Inga underarter finns listade i Catalogue of Life.